# Đại học Bard Berlin
Trường Đại học Bard Berlin (tiếng Anh: Bard College Berlin; tên cũ European College of Liberal Arts - Trường Đại học Khai phóng châu Âu) là một trường đại học giáo dục khai phóng, tại thành phố Berlin, Cộng hòa Liên bang Đức. Trường được thành lập năm 1999 với hình thức ban đầu là một tổ chức phi lợi nhuận. Theo giáo sư Martha Nussbaum, ECLA of Bard là một trong những trường đại học tại châu Âu đã đưa mô hình giáo dục khai phóng vào hiện thực ở châu Âu. Sinh viên, giảng viên và nhân viên của trường đến từ nhiều nơi trên thế giới. Tiếng Anh là ngôn ngữ chính thức được sử dụng trong giảng dạy ở nhà trường.

## Lịch sử
ECLA được sáng lập vào năm 1999 dưới sự lãnh đạo của Stephan Gutzeit. Chủ nhiệm khoa đầu tiên là Erika Anita Kiss. Chương trình học đầu tiên mà ECLA giới thiệu là Khóa học mùa hè Quốc tế kéo dài 6 tuần. Hai năm sau, chương trình học: Academy Year (chương trình nền tảng) và Project Year (chương trình dự án) được ra đời. Tháng 10 năm 2010, ECLA giới thiệu chương trình học mới là Bachelor in of Arts in Value Studies (Bằng cử nhân Nghiên cứu về Khoa học xã hội). Tháng 11 năm 2011, ECLA sáp nhập vào Đại học Bard có trụ sở tại New York, Hoa Kỳ và trở thành một cơ sở của Đại học Bard tại châu Âu.

## Chương trình đào tạo
Đại học Khai phóng châu Âu có ba chương trình học sau:
- B.A. in Value Studies (Bằng cử nhân nghiên cứu Khoa học xã hội)
- The Academy Year (Chương trình nền tảng)
- The Project Year (Chương trình dự án)